# Fischkopf

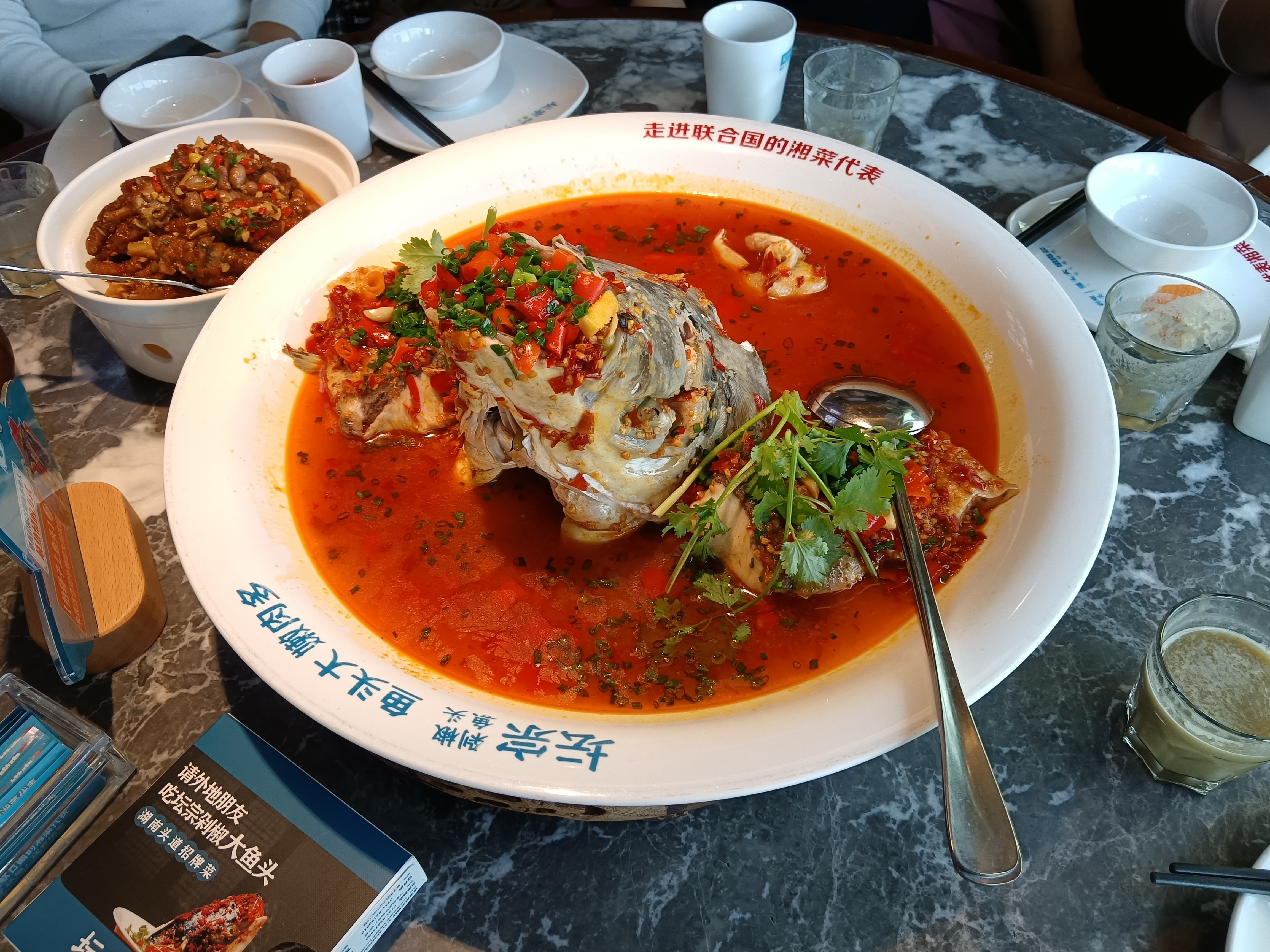
Gedämpfter Fischkopf mit scharfem Paprika-Topping

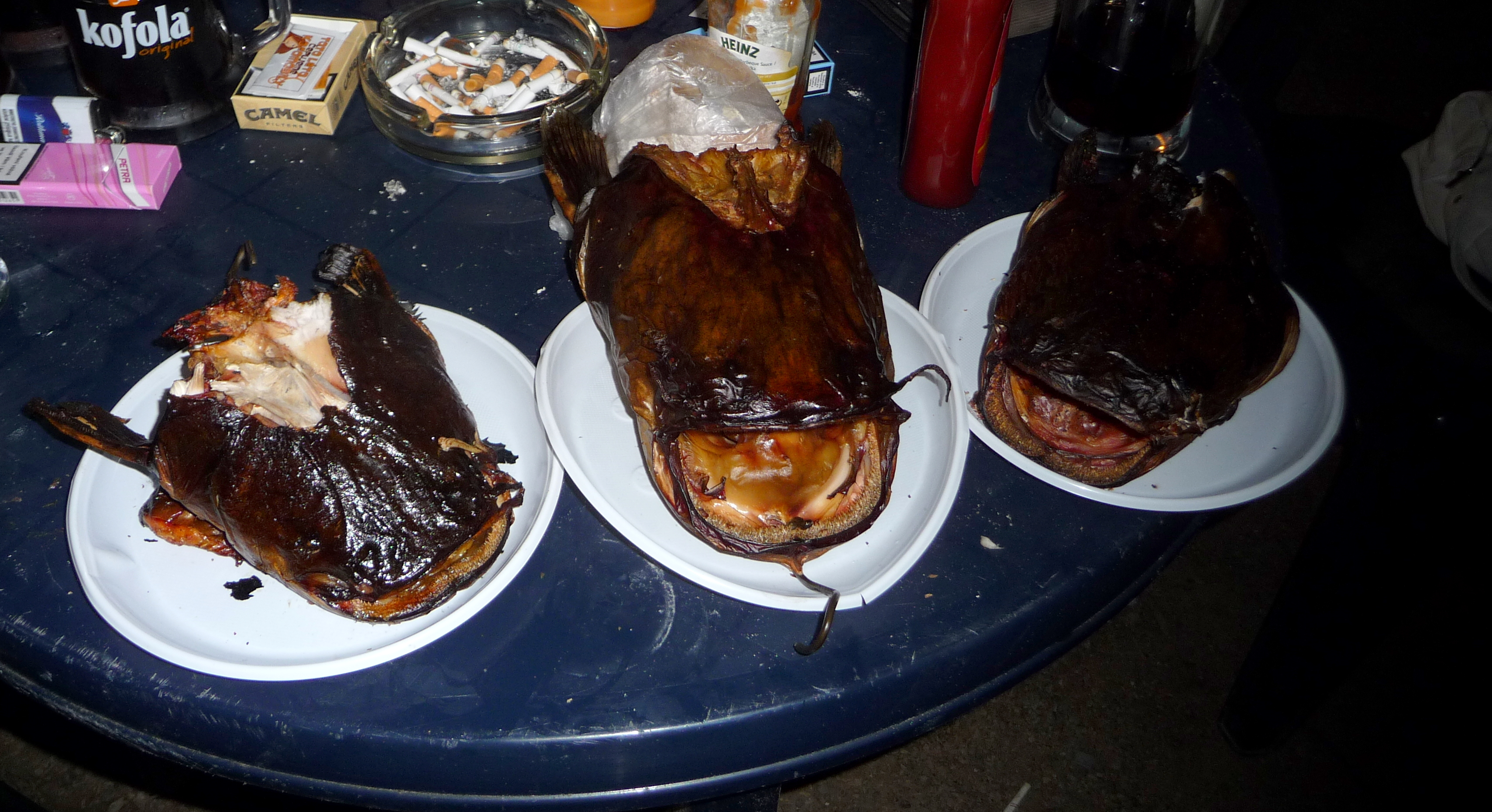
Geräucherte Welsköpfe

Der Fischkopf wird in verschiedenen kulinarischen Traditionen als Zutat verwendet, in denen er gelegentlich auch zeremoniell oder festtagsbezogen verwendet wird.
In Spanien und Portugal ist das Kopffleisch eines großen Fisches wie des Lachses – oder in Hongkong ein Meeraalkopf – eine Delikatesse.
Da der Fisch in altertümlichen Glaubensrichtungen ein heiliges Symbol war, vermutet zumindest die ältere Literatur, dass der Fischkopf-Hut mancher Gottheiten – der als Vorläufer der modernen Mitra gilt – durch den Schlitz im Hut das Fischmaul symbolisiert.

## Geschichte
Schon Athenaios schrieb von den Fischköpfen, sie seien ein Lebensmittel der Armen; andererseits lassen in den Amphoren eines in der zweiten Hälfte des ersten Jahrhunderts n. Chr. gesunkenen Schiffwracks bei Chiessi/Italien gefundene Thunfischköpfe darauf schließen, dass es sich um ein beliebtes Lebensmittel handelte. Dies scheint die Implikation einer Passage im palästinensischen Midrasch Pesiqta deRav Kahan aus dem 5. oder 6. Jahrhundert zu sein, in der es heißt, dass die Gerechten in der kommenden Welt belohnt werden mit Fleisch des Leviathans. Dieses wird wie „das Fleisch vom Kopf eines Fisches aus dem See Genezareth“ schmecken.
Das französische Kochbuch Livre fort excellent de cuysine von 1555 kannte ein Rezept zur Zubereitung von gekochten und dann ausgebackenen Karpfenköpfen.

## Verwendung in verschiedenen Kulturen

### Island
Getrocknete Fischköpfe waren jahrhundertelang ein wichtiges isländisches Nahrungsmittel, wie archäologische Ausgrabungen mit riesigen Mengen an Fischkopfgräten belegen.
Auf den traditionellen Trockenfischgestellen („hjallar“) werden neben Filetstücken auch Fischköpfe getrocknet, die in Island nur in begrenztem Umfang verzehrt werden. Ein Großteil wird hingegen exportiert, insbesondere nach Westafrika. Fischköpfe stellten in den 2000ern den größten Anteil im Export von isländischem Trockenfisch dar, was der fortschrittlichen Nutzung von Geothermie bei der Trocknung in Innenräumen zu verdanken ist.

### China und Taiwan
Der Chili-Karpfenkopf ist ein traditionelles Gericht der Hunan-Küche, das für seine scharfe Würze bekannt ist. Es wurde in der Qing-Dynastie entwickelt und wird mit speziell gezüchteten Fischen und fermentierten Chilis zubereitet. In Nordchina wird der Karpfenkopf, bekannt für seinen kräftigen Geschmack, oft in Sojasauce geschmort (yú tóu pào bǐng). An der Südostküste wird der Silberkarpfenkopf, der milder im Geschmack ist, mit Tofu und Sojanudeln in einem Tontopf gegart und leicht gewürzt, um den natürlichen Geschmack des Fisches zu bewahren. Insbesondere in der kantonesischen Küche Südchinas wird der Fischkopf meist gedämpft. Bevorzugt werden dabei Graskarpfenköpfe, die mit fermentierten schwarzen Bohnen, Knoblauch, Chili oder Ingwer belegt und schonend gegart werden. Einzelne Partien wie Wangen oder Augen gelten als kulinarisch besonders hochwertig. 
Eine Suppe aus dem Kopf des Nördlichen Schlangenkopffischs wird aufgrund angenommener gesundheitlicher Vorteile geschätzt.
Diese Zubereitungsarten zeigen die regionale Vielfalt in der Verwendung von Fischköpfen in der chinesischen Küche.
Industriell gefertigte Fischkopfsuppen erfreuen sich in China wachsender Beliebtheit, da die traditionelle Zubereitung – das Braten des Fischkopfs in Öl mit anschließendem Kochen – häufig einen intensiven, fischigen Geruch erzeugt und als weniger umamireich empfunden wird. Zur Geruchsmilderung werden Gewürze wie Ingwer, Zwiebeln oder Kochwein eingesetzt, die das Aroma zwar überdecken, die Ursache jedoch nicht beseitigen. Der gewünschte Umami-Geschmack entsteht hauptsächlich durch Peptide und freie Aminosäuren; Zusatzstoffe wie Mononatriumglutamat kommen ebenfalls zum Einsatz, stoßen jedoch zunehmend auf Skepsis. Technologische Verfahren zur natürlichen Geschmacksverstärkung und Geruchsminderung gewinnen daher an Bedeutung. Der Geschmack konnte durch
Zugabe von Lipidoxidationsprodukten und Cystein verbessert werden.
Yang Shunde, Direktor des Forschungszentrums für Süßwasseraquakultur am taiwanesischen Fischereiforschungsinstitut, erklärte, dass der Fischkopf in der taiwanesischen Küche eine wichtige Rolle spielt. Besonders in Gerichten wie dem Fischkopfauflauf (Yútóu shāguō) kommt er vielseitig zum Einsatz – etwa in Suppen, Eintöpfen oder Aufläufen. Dies ist Teil einer Tradition, bei der große Süßwasserfische wie Karpfen vollständig verwertet werden. Neben dem Kopf finden auch Filets, Knochen und Gräten kulinarische Verwendung.

### Jüdische Kultur
Zum jüdischen Neujahrsfest Rosch ha-Schana wird in einigen Gemeinden ein Fischkopf serviert, als symbolischer Ausdruck des Wunsches, im neuen Jahr „ein Kopf und nicht ein Schwanz“ zu sein – also eine führende Rolle einzunehmen. Der Brauch beruht auf einem Wortspiel, denn Rosch bedeutet im Hebräischen „Kopf“ und steht damit zugleich für den Beginn des Jahres. Statt eines Fischkopfs wird in manchen sephardischen Traditionen auch ein Schafskopf verwendet, was auf das Gedenken an den Widder verweist, der in der biblischen Erzählung von der Bindung Isaaks (Akeda) anstelle von Isaak geopfert wurde. In anderen Gemeinden ist auch der Verzehr von Zunge überliefert. Der Brauch wird teils mit moralischer Bedeutung verknüpft und dient als Erinnerung an verantwortungsvolles Handeln und Führung.

### Norwegen: Nutzung und Export
In Skandinavien werden Fischköpfe in Eintöpfen oder Suppen verarbeitet. Besonders in Norwegen sind sie Bestandteil traditioneller Gerichte wie der „Fiskehode-suppe“ (deutsch Fischkopfsuppe). Auf den Lofotinseln werden während der Skrei-Saison Kabeljauköpfe traditionell auf Holzgestellen getrocknet. Die getrockneten Köpfe werden teils exportiert, etwa nach Nigeria, wo sie in Suppengerichten als aromaspendender Bestandteil Verwendung finden – oft zuvor eingeweicht oder in Stücken mitgekocht.
Stockfischköpfe gelten in Nigeria nicht als Luxus, sondern sind ein häufiger Bestandteil der traditionellen Ernährung. Sie werden von vielen Menschen aufgrund ihres Nährwerts und ihrer Verfügbarkeit regelmäßig genutzt. Aufgrund des heißen Klimas in Nigeria ist haltbar gemachter Fisch wie Stockfisch besonders gefragt, da er sich unter Marktbedingungen gut lagern, transportieren und verkaufen lässt – auch in Form von Fischköpfen und -resten. Auf dem weitläufigen White-Sands-Markt in der Metropole Lagos werden Stockfischköpfe entweder in Körben und Kisten gesammelt oder in langen Reihen aufgehängt präsentiert. Norwegen und Nigeria pflegen seit dem späten 19. Jahrhundert eine Handelstradition, die den Austausch von Stockfisch und pelagischen Fischarten umfasst. Der Stockfischhandel begann in den 1890er Jahren. Ursprünglich diente der lange haltbare Trockenfisch auch als Proviant für versklavte Afrikaner auf den transatlantischen Seereisen. Seine heutige Bedeutung in der nigerianischen Küche geht vor allem auf den Biafra-Krieg zurück, während dessen sich Stockfisch zu einem unverzichtbaren Bestandteil der Ernährung entwickelte.
Kabeljauköpfe werden zunehmend als hochwertige Lebensmittel eingestuft. Aufgrund ihres hohen Gehalts an Proteinen und Nährstoffen gelten sie in Fachkreisen als „Superfood“. Der Kopf eines Kabeljaus macht etwa 18 % des Gesamtgewichts des Fisches aus. Er besteht zu etwa 55 % aus Muskelmasse, 20 % Knochen, 15 % Gelatine, 5 % Haut und 4 % Auge. Der Proteingehalt in Fischköpfen kann dabei bis zu 15 % betragen. Während norwegische Vorschriften das Aufhängen ganzer Fische mit Kopf untersagen, ist das separate Trocknen von Fischköpfen davon nicht betroffen und stellt eine verbreitete Praxis auf den Lofoten dar.
Lachsköpfe, die in Norwegen selten verzehrt werden, gelangen zunehmend in den Export, insbesondere nach Südostasien. Dort gelten sie als Delikatesse und werden vielfältig zubereitet.

### Indien, Singapur und Malaysia
Kepala ikan ist ein Fischkopfcurry (malaisch: Kepala für Kopf, ikan für Fisch), welches durch Einwanderer aus Südindien nach Malaysia und Singapur gelangte.
Das Gericht stammt ursprünglich aus dem südindischen Kerala und wurde in Singapur durch den aus Indien eingewanderten M. J. Gomez eingeführt. Die Zubereitung basiert auf dem Kopf eines großen Meeresfisches, der in einer Sauce aus Tamarinde, Kokosmilch, Currypulver, Chili und Okra geschmort wird. Sterba beschreibt das Soon Heng Curry Restaurant als Beispiel für eine Variante mit chinesisch-indisch-malaiischer Prägung.
Während der japanischen Besatzung (insbesondere nach der Schlacht um Singapur) war die Bevölkerung gezwungen, die Fischköpfe zuzubereiten, die die Japaner als einziges vom Fang zurückließen. Heute sind Fischkopfrestaurants Tradition.
Das in den 1940er-Jahren in Singapur entwickelte Fischkopfcurry verbindet südindische Kochtechniken mit chinesischen Vorlieben und wurde zu einem typischen Gericht der multikulturellen Küche des Stadtstaats. Der Kopf eines Red Snapper wird dabei in einer scharfen Sauce serviert. Auch malaiische und Peranakan-Restaurants bieten verschiedene Variationen dieses Gerichts an. Wird der Fischkopf mit einem großzügigen Schnitt vom Rumpf getrennt, verbleibt vergleichsweise viel verwertbares Fleisch am Kopf.
Häufig verwendeter Fisch für Fischkopfcurry ist der Goldband-Schnapper (Pristipomoides multidens) oder in Hokkien als Ang Go Li bezeichnet. Der Kopf kann bis zu 600 g wiegen und wird typischerweise in einem Tontopf zusammen mit Gemüse wie Auberginen, Okra und Tomaten gegart. In Malaysia existieren zahlreiche regionale Varianten des Gerichts. 
Zu den indischen Fischkopfcurrys gehören die Malayalee-, Goa- und Chettinad-Varianten. Chinesisch geprägte Versionen sind meist milder gewürzt, weisen eine dünnflüssigere Konsistenz auf und enthalten mitunter Orangenschale. In der peranakanischen Küche wird Ananas als säuernde Zutat verwendet, anstelle der sonst üblichen Tamarinde im assamischen Stil. Die genaue Zusammensetzung und Würzung variiert je nach Region und Lokalität, sodass zahlreiche unterschiedliche Ausprägungen entstanden sind. Viele Betriebe, die das Gericht bereits in den 1950er- bis 1970er-Jahren servierten, wurden inzwischen durch neuere ersetzt. Die Zubereitung des Gerichts ist in Rezepten und Kochpublikationen gut dokumentiert.

### Indonesien
In Indonesien stellt Fischkopfcurry ein typisches Beispiel für die traditionelle kulinarische Nutzung des Fischkopfs dar. Besonders in der Region Padang (Padang-Küche) hatte sich das Gericht als Spezialität etabliert. Traditionell werden insbesondere in Küstenregionen gesamte Fische verwertet, wobei dem Kopf eine besondere kulinarische Bedeutung zukommt. Der Fischkopf wird gelegentlich separat zubereitet oder als Highlight in Gerichten wie Gulai Kepala Ikan verwendet.

### Vereinigtes Königreich

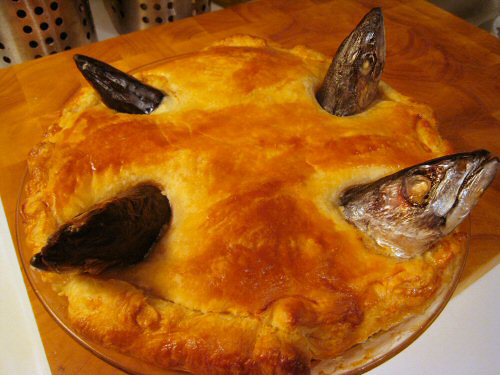
Stargazy Pie – ein traditionelles Gericht aus Cornwall mit Fischköpfen, die durch die Teigkruste ragen

Ein bekanntes Beispiel für die Verwendung von Fischköpfen in der britischen Küche ist der „Stargazy Pie“ aus Cornwall, bei dem die Köpfe ganzer Fische, häufig Makrelen, durch die Teigkruste ragen und so eine markante optische Präsenz erhalten. Dies ist ein Beispiel für die Zubereitung, bei der der Fischkopf als integraler Bestandteil des Gerichts in Erscheinung tritt, ohne vom Körper des Fisches abgetrennt zu werden.
In Schottland handelt es sich bei Crappit Heid um einen mit Fischleber und Haferflocken gefüllten Schellfischkopf, ein traditionelles Gericht aus den Fischerdörfern.
Obwohl dieses Gericht früher weit verbreitet war, ist es heute in Restaurants und Haushalten kaum noch anzutreffen. Der Ursprung reicht bis ins 18. Jahrhundert zurück. In Zeiten knapper Ressourcen wurden Filets verkauft, Köpfe und Innereien für den Eigenbedarf genutzt.

### Japan

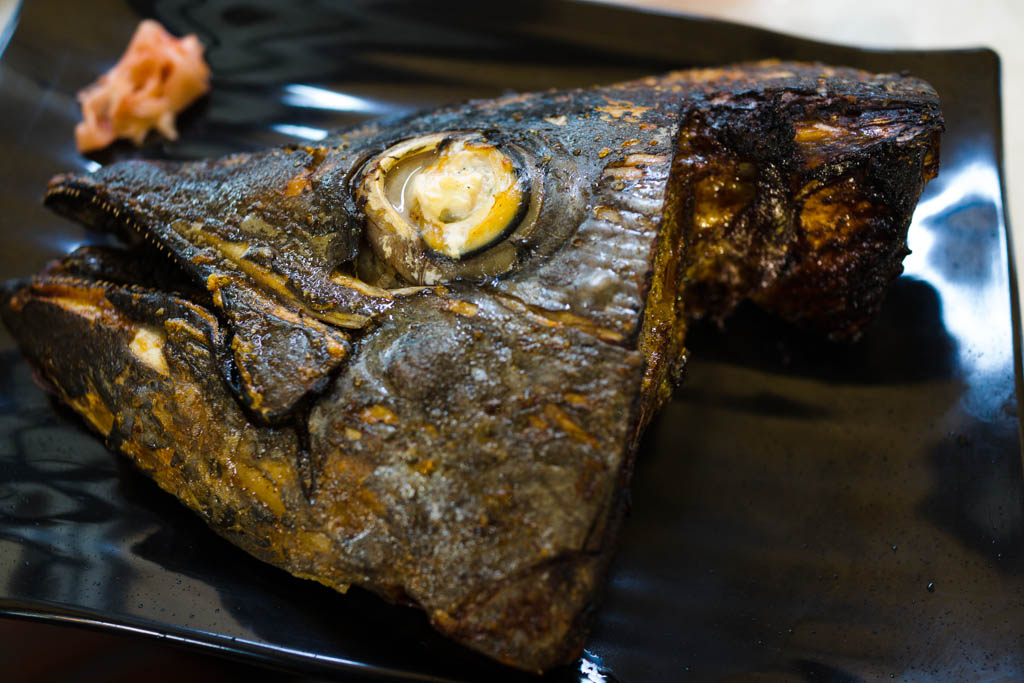
„Kabutoyaki“ (japanisches Gericht aus Fischkopf)

In Japan wird der gegrillte Thunfischkopf (Kabutoyaki) in manchen Fischrestaurants als Delikatesse angeboten. Der Kopf wird im Ganzen im Ofen gegart, und die Gäste entnehmen das Fleisch eigenhändig aus verschiedenen Partien wie den Wangen, Augenhöhlen oder dem Nackenbereich. Ursprünglich dämpften und grillten Fischer die Köpfe an den Schornsteinen ihrer Boote – eine nahrhafte Mahlzeit nach der Rückkehr in den Hafen. Als Kabuto (兜) wird ein alter japanischer Helm bezeichnet, der von Kriegern getragen wurde und eine Ähnlichkeit mit einem Fischkopf aufweist. Das Wort „yaki“ (焼き) bedeutet „Grillen“. Unabhängig von der Fischart wird ein gegrillter Fischkopf als Kabutoyaki bezeichnet. Thunfischkopf-Suppe ist reich an Rohfetten sowie an gesättigten, einfach und mehrfach ungesättigten Fettsäuren. Zudem enthält sie Vitamin E und nennenswerte Mengen an Hydroxylapatit, einem natürlichen Mineralbestandteil von Knochen und Zähnen.
Jappajiru ist eine traditionelle Fischsuppe aus der Präfektur Aomori. Sie wird mit Fischköpfen, Gräten und Innereien, meist von Kabeljau, sowie Gemüse wie Rettich und Lauch zubereitet und mit Miso oder Salz gewürzt. Das Gericht wird insbesondere im Winter serviert.
Der Begriff „Jappa“ stammt aus dem Tsugaru-Dialekt und bedeutet „Abfall“ oder „Reste“.

### Portugal
In Portugal werden Fischköpfe (Cabeça de Peixe) geschmort, gegrillt oder zu Aufstrichen verarbeitet. Diese Vorliebe prägte auch die Küche ehemaliger Kolonien, etwa in Goa (Indien), wo Fischkopfsuppen mit Gewürzen wie Kurkuma und Koriander verbreitet sind.

### Weitere Weltregionen

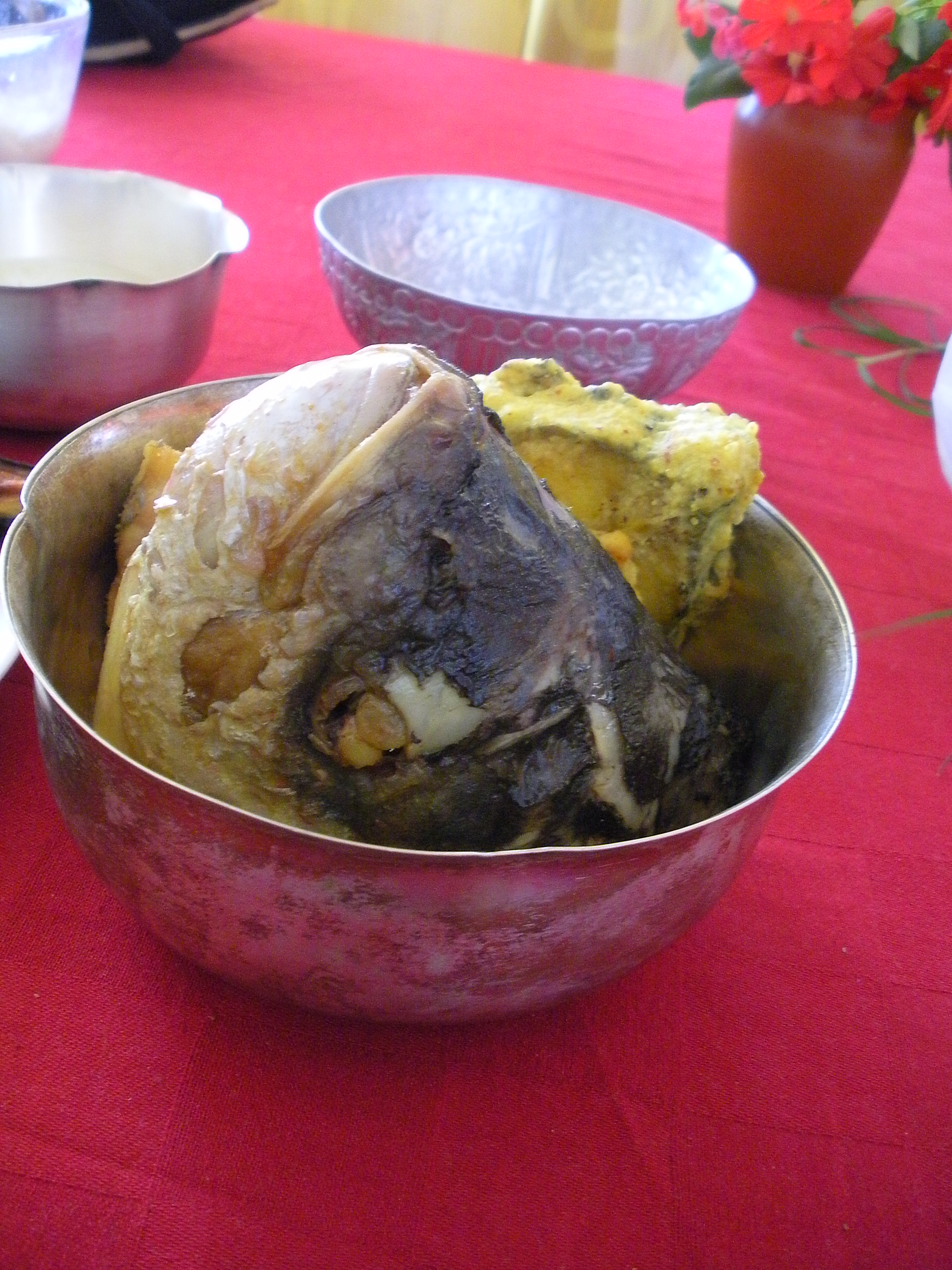
Der gebratene Kopf einer Catlabarbe – eine traditionelle bengalische Spezialität, zubereitet mit Senföl und Gewürzen.

In der assamesischen Küche werden Fischköpfe traditionell in einer Lauge aus Bananenschalenasche gegart und oft als erster Gang einer Mahlzeit serviert. Macher Muro Diye Dal ist ein bengalisches Gericht aus Linsen und angebratenem Fischkopf, meist von Rohu. Es gilt als würzige, traditionelle Hausmannskost.
Fischkopf-Suppen aus Lateinamerika sind Chilcano in Peru oder Biche de pescado (auch Viche de pescado) aus der ecuadorianischen Küstenregion, insbesondere Manabí. Die nahrhafte Suppe wird traditionell mit Fischköpfen, Erdnüssen, Yuca, reifen Kochbananen, Mais und Gewürzen wie Koriander und Kreuzkümmel zubereitet. Der Fischkopf dient dabei als Aromageber und gilt als Delikatesse.
Caldillo de congrio ist ein traditioneller chilenischer Fisch-Eintopf, der meist mit Meeraal zubereitet wird. Der Eintopf kann Fischköpfe enthalten und eine Mischung aus Gemüse wie Zwiebeln, Knoblauch, Karotten und weiteren Zutaten, die zu einem aromatischen Fischfond führen.
In der vietnamesischen Provinz Yên Bái wird von der ethnischen Gruppe der Tày Fischkopf traditionell für die Zubereitung süß-saurer Suppen verwendet. Diese Praxis ist Teil der regionalen Esskultur und trägt zur kulinarischen Vielfalt der ethnischen Minderheiten Vietnams bei.
Sinigang na ulo ist eine philippinische, sauer-scharfe Suppe mit Fischkopf, meist vom Milchfisch („Nationalfisch“ des Landes). Sie wird mit Tamarinde gesäuert und enthält Gemüse wie Okra und Wasserspinat.
Stinkheads sind fermentierte Köpfe von Weißfischen oder Fettfischen (Königslachse) die in der traditionellen Ernährung der Yupik im Südwesten Alaskas verwendet werden. Die Fermentation erfolgt meist durch Vergraben von Holzfässern 
in Gärgruben und längeres Lagern. Der Geruch der fermentierten Fischköpfe ist stark ausgeprägt, was auf die mikrobielle Zersetzung des ungekühlten Proteingewebes während des Fermentationsprozesses zurückzuführen ist. Der zeitweise Einsatz von Plastiktüten wurde teils wieder eingestellt, da bei unsachgemäßer Handhabung ein erhöhtes Risiko für Botulismus besteht.

### Teilstücke des Fischkopfes

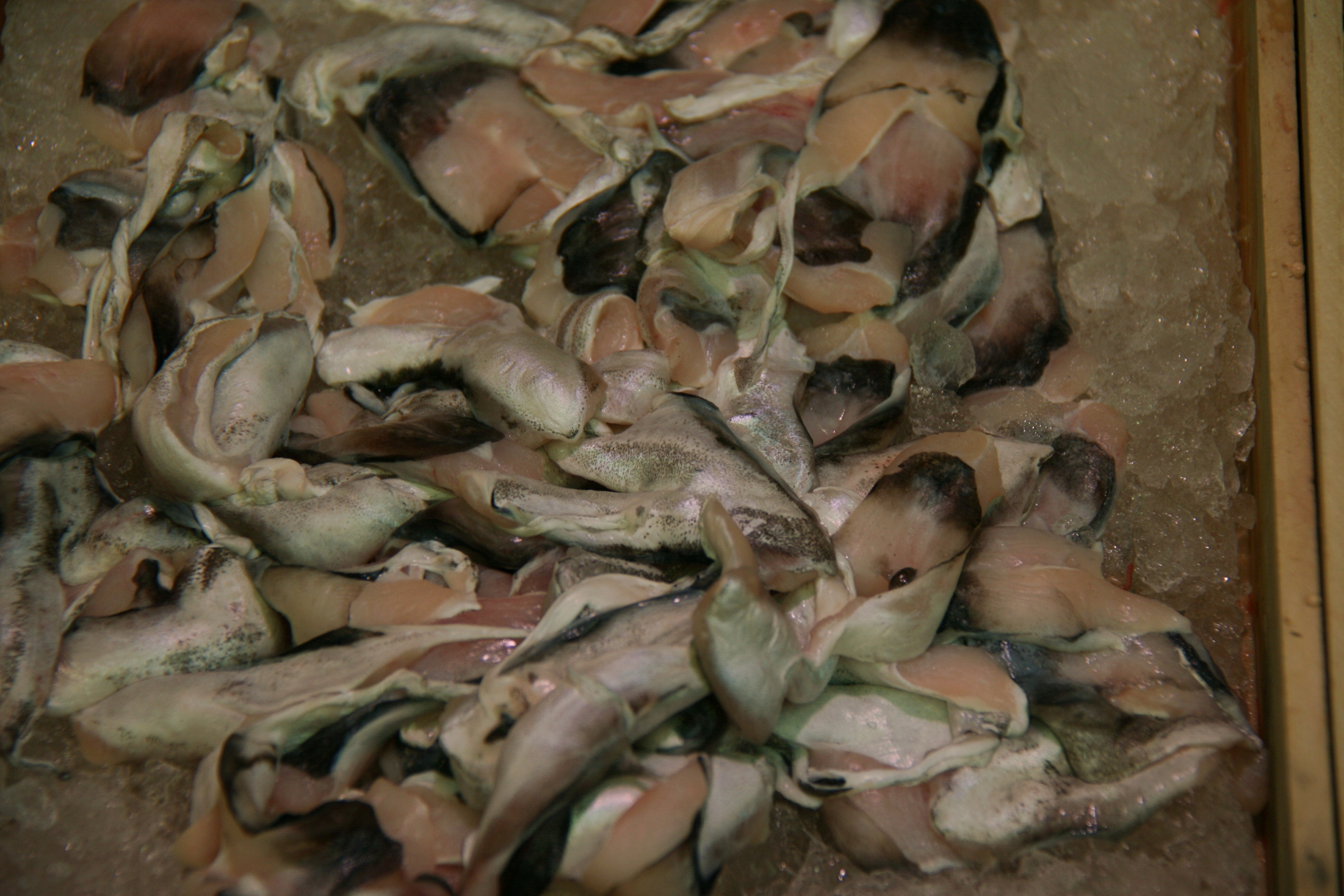
Rohe Fischzungen, im Baskenland kokotxas, in Spanien cocochas genannt – eine Delikatesse aus dem unteren Kieferbereich von Kabeljau oder Seehecht.

Fischköpfe bestehen aus zahlreichen Teilstücken, die je nach Kultur unterschiedlich verarbeitet und geschätzt werden. Einige davon gelten in bestimmten Regionen als Delikatessen.

#### Nōten (Stirnregion)
Nōten (jap. 脳天) bezeichnet das Fleisch aus der Stirn- und oberen Schädelregion des Thunfischkopfs. In der japanischen Küche gilt es als besonders zart und fettreich und wird häufig roh als Sashimi oder auf Reis (z. B. als Donburi) serviert. Aufgrund der geringen Ausbeute pro Fisch zählt Nōten zu den seltensten und teuersten Teilstücken des Thunfischs. Verbreitet ist der Verzehr vor allem in hochwertigen Sushi-Restaurants und Spezialitätenläden, insbesondere in Städten wie Tokio und Osaka.

#### Fischbacken (Wangenfleisch)
In den Niederlanden gelten Kabeljaubacken als Delikatesse und sind Namensgeber des beliebten Snacks Kibbeling, der heute meist aus verschiedenen Fischteilen besteht und frittiert mit Sauce serviert wird. Im Zuge gestiegener Nachfrage und hoher Kabeljaupreise werden zunehmend auch Bauchstücke für die Zubereitung verwendet.

#### Fischzunge (Maulboden / Kehle)
Die sogenannte Kabeljauzunge (torsketunge) ist eine in Nordnorwegen geschätzte Delikatesse, die aus dem fleischigen Maulboden (Kehle) des Fisches stammt. Sie gilt dort traditionell als typisches Teilstück des Kopfes und wird bei der Verarbeitung von Kabeljauköpfen entnommen. Die Fischzunge ist meist ein kleiner, gelatinöser Muskel, der beim Erhitzen eine weiche, buttrige Textur annimmt und sich gut mit Aromen wie Butter und Kräutern verbindet. Auch der v-förmige Muskelansatz, der die Zunge mit dem Unterkiefer verbindet, gilt als Delikatesse. In Neufundland wird dieses Fleisch traditionell mehliert und frittiert. In der baskischen Küche Nordspaniens zählt es unter der Bezeichnung kokotxas zu den besonders geschätzten Fischteilen, für die es zahlreiche aufwendig verfeinerte Zubereitungen gibt.

#### Kiemenregion (Nacken / Kiemenansatz)
Kamatoro (jap. カマトロ) bezeichnet ein besonders fettreiches Teilstück aus der Kiemen- und Nackenregion des Blauflossenthunfischs. Es ist Teil des sogenannten Kama (カマ), des gebogenen Abschnitts zwischen den Kiemen und den Brustflossen, dessen Name sich von der Form einer Sichel ableitet. In der japanischen Küche gilt Kamatoro als Delikatesse und wird überwiegend roh als Sashimi oder Nigiri serviert.

#### Kiemen (selten verwendet)
Für Fischsuppen und -brühen werden die Kiemen aus den Köpfen entfernt, da diese bitter sind. 
In der Küche der Eskimo werden die frischen Kiemen vom Weißlachs und Humpback whitefish mitgegessen, während manche (getrocknete) Köpfe nur als Hundefutter dienen.
In Indien wurden Versuche zur Verwendung getrockneter Fischkiemen für den menschlichen Verzehr durchgeführt: Frische Kiemen werden zur Reinigung einen Tag lang in Wasser eingeweicht, anschließend auf Gestellen in der Sonne getrocknet, was eine Ausbeute von 15 % ergibt. Von großen Fischen wie Istiophorus platypterus, Protonibea diacanthus, Batomorphi oder Marlin werden halbe Kiemen stückweise verarbeitet und aus Indien in mehrere ostasiatische Länder exportiert.

#### Fischaugen
Fischaugen gelten in Japan, China, auf den Philippinen und in Teilen Afrikas als Delikatesse. Sie zählen zum Fischkopf und werden wegen ihrer weichen Textur und ihres Fettgehalts geschätzt. Fischaugen liegen auf einer fettreichen Gewebeschicht und gelten sowohl im Ganzen als auch im gekochten Zustand als aromatisch. In der Küche werden sie zur geschmacklichen und texturalen Verfeinerung verwendet; püriert dienen sie mitunter als natürliches Bindemittel für Eintöpfe und Soßen.

### Nachhaltige Nutzung
Fischköpfe sowie weitere Nebenprodukte wie Skelette (auch als Fischrahmen bezeichnet), Bauchlappen und bestimmte Innereien wie Leber oder Rogen gelten als nährstoffreiche Bestandteile. Sie enthalten hochwertige Proteine und wertvolle Fette mit Omega-3-Fettsäuren. Darüber hinaus liefern sie verschiedene Vitamine und Mineralstoffe, darunter etwa die Vitamine A und D sowie Spurenelemente wie Jod und Selen. Aus ernährungsphysiologischer, ökologischer und wirtschaftlicher Sicht gilt die vollständige Verwertung aller essbaren Fischteile, einschließlich der Köpfe, als sinnvoll und nachhaltig. Eine Ausnahme bilden bestimmte Großfischarten wie Hai, Schwertfisch, Granatbarsch oder einige Thunfischarten, bei denen erhöhte Gehalte an Quecksilber oder anderen Schadstoffen in den Kopfbereichen oder Organen auftreten können.
Am Beispiel der Tilapia-Verarbeitung zeigen Daten der FAO, dass bei 100 kg Fisch etwa 47 kg Nebenprodukte wie Köpfe, Gräten und Haut anfallen, die größtenteils nicht als Lebensmittel genutzt werden. Allein die Fischköpfe machen davon rund 12 % des Gesamtgewichts aus. Würden sämtliche dieser Nebenprodukte für den menschlichen Verzehr aufbereitet, könnte sich die verwertbare Nahrungsmenge laut FAO von derzeit 23 kg auf bis zu 70 kg nahezu verdreifachen. Bereits die Vermeidung vermeidbarer Verluste würde die verfügbare Menge auf etwa 33 kg erhöhen – ein Zuwachs um rund 40 %. Die Organisation betont zudem den ernährungsphysiologischen Wert von Teilen wie Fischköpfen, da sie reich an Kalzium, Eisen und weiteren Mikronährstoffen sind und zur Verbesserung der weltweiten Ernährungssituation beitragen könnten. In der wissenschaftlichen Auseinandersetzung mit Lebensmittelverlusten bei Fischprodukten liegt der Fokus bislang überwiegend auf den mengenmäßigen Verlusten. Der ernährungsphysiologische Wert der nicht genutzten Bestandteile, wie etwa Fischköpfe, wird hingegen nur selten systematisch untersucht. Dies hängt unter anderem mit der begrenzten Datenlage zur Nährstoffzusammensetzung verschiedener Fischteile zusammen, die weltweit in vielfältigen Zubereitungsformen konsumiert werden – darunter auch Kopfbestandteile wie Augen, Gräten oder Haut.
Fischköpfe enthalten eine Vielzahl verwertbarer Bestandteile, darunter die Wangenmuskulatur, Kiemendeckel, Haut und in geringem Umfang auch Gehirn- und Fettgewebe, die aufgrund ihrer besonderen Struktur und Fettzusammensetzung als besonders geschmackstragend und texturgebend gelten. Während sie in vielen außereuropäischen Küchen, insbesondere in Asien, traditionell integraler Bestandteil der Nahrungszubereitung sind, ist ihre kulinarische Nutzung in Europa und anderen westlichen Ländern vergleichsweise selten und weniger verbreitet. Im Sinne der Zero-Waste-Bewegung gewinnen Fischköpfe zunehmend an Bedeutung als Grundlage für aromatische Brühen, um Lebensmittelabfälle zu vermeiden und Ressourcen effizient zu nutzen. Die japanische „Mottainai“-Philosophie etwa betont den achtsamen Umgang mit Lebensmitteln und fördert die vollständige Verwertung, einschließlich der Fischköpfe.

### Industrielle Verwertung
Fischköpfe gelten als nährstoffreiches Nebenprodukt der Fischverarbeitung und enthalten unter anderem nennenswerte Mengen an Proteinen und Fetten. Sie machen weltweit etwa 9 bis 12 % der anfallenden Fischabfälle bei der Verarbeitung aus.
Aus dem Hackfleisch und Separatorenfleisch von Fischköpfen lassen sich unter anderem Surimi, Fischfrikadellen, Nuggets und Fischwürstchen (z. B. Gyoniku sōseji) herstellen. Köpfe und Rahmen können außerdem zerkleinert und zu Pulver verarbeitet werden, das als Würzmittel oder Fischmehl Verwendung findet.
Eine indonesische Studie aus dem Jahr 2017 untersuchte die Eignung von Fischkopfmehl als Ersatz für herkömmliches Fischmehl in der Aquakultur. Dabei wurden Schmuck-Langusten in Netzgehegen im Meer gehalten und mit verschiedenen Futtermischungen gefüttert, bei denen Fischkopfmehl als proteinreiche Komponente zum Einsatz kam. Die Ergebnisse zeigten, dass eine teilweise oder vollständige Substitution von Fischmehl durch Fischkopfmehl möglich ist, ohne das Wachstum oder die Futterverwertung der Tiere signifikant zu beeinträchtigen. Dies weist auf ein Potenzial zur wirtschaftlichen und nachhaltigen Nutzung von Fischverarbeitungsresten – insbesondere von Fischköpfen – in der Aquakulturfutterproduktion hin.
Aus Fischköpfen gewonnenes Kollagen wird in der Kosmetikindustrie verwendet, etwa in Hautpflegeprodukten. Kollagen aus Fisch gilt als gut bioverfügbar und wird dort unter anderem zur Unterstützung der Hautstruktur eingesetzt.
Fischköpfe dienen neben Fischhaut als Rohstoff zur Gewinnung von Gelatine, die in der Lebensmittel- und Pharmaindustrie verwendet wird, etwa als Geliermittel oder Bestandteil von Kapselhüllen. Sie gilt als Alternative zu Gelatine aus landwirtschaftlicher Tierhaltung.

## Fischköpfe in der Heraldik
Als Symbol eines Namens wurden in der Heraldik fast alle Fische verwendet (z. B. Whalley als Hinweis auf Wal); in vielen Fällen wurden Fische oder Fischköpfe in Wappen als Hinweis auf die Erträge des Gutes verwendet, was dem Motiv eine doppelte Bedeutung verlieh. Der Kopf eines Meeraals ist in der Heraldik am häufigsten anzutreffen.

## Rezeption

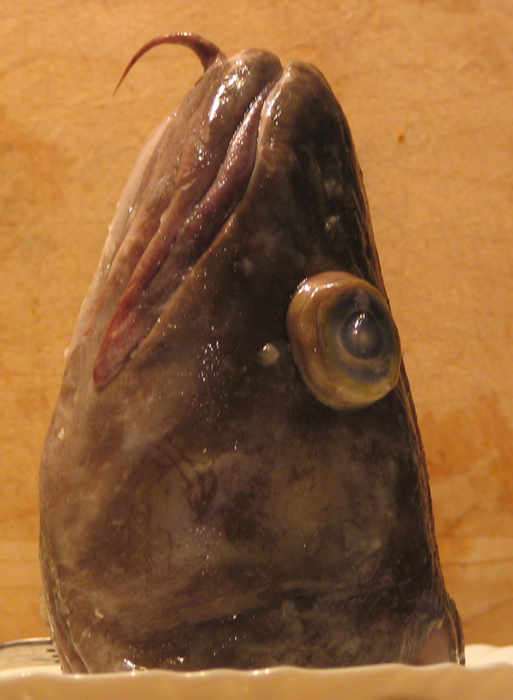
Aufgetauter Kopf eines Lumben, traditionell als nahrhaft geschätzt.

Johann Karl Ehrenfried Kegel berichtete von seiner Forschungsreise nach Kamtschatka (Reisen und Erlebnisse von 1841 bis 1847), dass die Bewohner Fischköpfe einsäuerten und mit Tran zubereitet als Hauptnahrungsmittel verzehrten.
Ganze Kabeljauköpfe sind traditionell in der isländischen Küche, sodass Lúðvík Kristjánsson (1887–1958) sich ihnen in seinem Werk Íslenskir sjávarhættir ausgiebig widmete: Er beschrieb die richtige Art zum Zerreißen eines getrockneten Kabeljaukopfes, nannte jede einzelne Gräte, jedes Kiementeil, jeden kleinen Muskel, außerdem wie sie gegessen oder verwertet wurden.
Islands erster Ichthyologe, Bjarni Sæmundsson (1867–1940), schrieb 1924, der große, fettreiche Kopf eines Kabeljaus oder Lengs stelle für den durchschnittlichen Esser nahezu eine vollständige Mahlzeit dar. Gleiches gelte für den Lumb, einen weiteren dorschartigen Tiefseefisch mit nährstoffreichem Kopf. Allgemein sei bekannt, wie schmackhaft der Kopf eines Heilbutts sein könne; in der Gehirnhöhle des Rotbarschs finde sich zudem besonders hochwertiges Fett. Auch der Kopf des Welses, eines großen Süß- oder Brackwasserfisches, gelte als besonders nahrhaft.
Die Philister verehrten einen Gott namens Dagon (abgeleitet von „dag“ = Fisch und „on“ = Sonne, also: Fisch-Sonne oder „Sonne in den Fischen“). Nach Thomas Inman (1820–1876) deutet die Form des Fischkopfs auf einen möglichen Ursprung der Bischofsmitra hin. Ob diese Deutung zutrifft oder nicht – da die Frühlingstagundnachtgleiche heute im Sternbild Fische stattfindet, wäre es für Bischöfe durchaus naheliegend gewesen, ihr Haupt mit einem fischähnlichen Symbol zu schmücken, um einem Aberglauben zu entsprechen, den sie womöglich selbst mit aufrechterhielten; zumal die drei Gestalten der göttlichen Dreifaltigkeit häufig durch Fischsymbole dargestellt werden – und mindestens einige der Apostel zu „Menschenfischern“ gemacht wurden.
Jesse Herlin (†1510), ein Sohn und Schüler des Malers Friedrich Herlin, hinterließ unter anderem im Jahr 1470 unter dem Orgelchor der St. Georg Kirche Nördlingen eine Darstellung des Jüngsten Gerichts, wo ein grüner Teufel mit Fischkopf den Papst an den Füßen in die Hölle zieht.